# 10 tháng 1
Ngày 10 tháng 1 là ngày thứ 10 trong lịch Gregory. Còn 355 ngày trong năm (356 ngày trong năm nhuận).

## Sự kiện
- 49 TCN – Julius Caesar vượt qua Sông Rubicon, dấu hiệu khởi đầu Nội chiến Caesar.
- 9 – Ngoại thích triều Hán là Vương Mãng lên ngôi hoàng đế, đặt quốc hiệu là "Tân", kết thúc triều Tây Hán, tức ngày Mậu Thìn (25) tháng 11 năm Mậu Thìn.
- 236 – Giáo hoàng Fabianô kế vị Giáo hoàng Antêrô.
- 947 – Tướng Khiết Đan Da Luật Giải Lý và những người khác đến đông đô Biện Lương của Hậu Tấn, tức ngày Nhâm Thân (16) tháng 12 năm Bính Ngọ.
- 1226 – Vua Trần Thái Tông lên ngôi, trở thành vua đầu tiên của triều Trần.
- 1475 – Quốc vương Ștefan III của Moldavia đánh bại Đế quốc Ottoman trong trận Vaslui.
- 1510 – Sau khi quân của Lê Oanh chiếm được kinh thành, Hoàng đế Lê Uy Mục của triều Lê buộc phải uống thuốc độc tự sát, tức ngày 1 tháng 12 năm Kỷ Tỵ.
- 1776 – Thomas Paine phát hành cuốn sách nhỏ Lẽ Thông Thường, truyền thêm cảm hứng cho Mười ba thuộc địa đấu tranh giành độc lập từ Đế quốc Anh.
- 1806 – Những người định cư Hà Lan tại Cape Town đầu hàng Anh Quốc.
- 1861 – Nội chiến Hoa Kỳ: Florida thoát ly khỏi Hợp chúng quốc.
- 1863 – London Underground, đường sắt ngầm cổ nhất thế giới, khai thông đoạn giữa gia London Paddington và ga Farringdon.
- 1920 – Hiệp ước Versailles có hiệu lực, chính thức kết thúc Thế chiến thứ I.
- 1923 – Litva xâm chiếm và sáp nhập Klaipėda.
- 1929 – Truyện tranh Những cuộc phiêu lưu của Tintin do họa sĩ người Bỉ Georges Remi sáng tác xuất hiện lần đầu tiên trên báo Le Petit Vingtième
- 1937 – Đại biểu các xí nghiệp in ở Hà Nội tranh thủ khả nǎng hoạt động công khai, hợp pháp đã tổ chức cuộc họp tại nhà số 181 phố Lò Đúc, Hà Nội để thành lập "Bắc Kỳ ấn công ái hữu hội" và nêu thỉnh nguyện 15 điểm với chính phủ Pháp. Phong trào đấu tranh của công nhân in ở Hà Nội được công nhân in ở Huế, Đà Nẵng, Sài Gòn hưởng ứng và dần dần lan rộng ra cả nước.
- 1946 – Đại hội đồng Liên Hợp Quốc họp lần đầu tại Luân Đôn với đại diện của 51 quốc gia.
- 1966 – Thành lập Hiệp hội Vật lý Việt Nam.
- 1962 – Chương trình Apollo: NASA công bố các kế hoạch kiến thiết tên lửa đẩy C-5, sau được gọi với tên gọi là tên lửa Mặt trăng Saturn V.
- 1984 – Hoa Kỳ và Tòa Thánh (Thành Vatican) tái lập quan hệ ngoại giao đầy đủ sau gần 117 năm.
- 1990 – Tập đoàn truyền thông giải trí Hoa Kỳ Time Warner được hình thành từ việc hợp nhất Time Inc. và Warner Communications.
- 2003 – Cộng hòa Dân chủ Nhân dân Triều Tiên rút khỏi Hiệp ước không phổ biến vũ khí hạt nhân.[1]
- 2004 - Ngày Truyền thống của Hội Nạn nhân chất độc da cam/đioxin Việt Nam.
- 2005 – Hội nghị thường niên lần thứ 13 Diễn đàn nghị viện Châu Á - Thái Bình Dương (APPF-13) do Quốc hội Việt Nam đăng cai tổ chức khai mạc tại Thành phố Hạ Long, tỉnh Quảng Ninh.

## Sinh
- 1209 – Mông Kha, đại hãn của Đế quốc Mông Cổ, tức 3 tháng 12 năm Mậu Thìn (m. 1259)
- 1769 – Michel Ney, tướng lĩnh người Pháp (m. 1815)
- 1813 – Wolf Louis Anton Ferdinand von Stülpnagel, tướng lĩnh người Phổ (m. 1885)
- 1835 – Fukuzawa Yukichi, nhà tư tưởng người Nhật Bản, tức 12 tháng 12 năm Giáp Ngọ (m. 1905)
- 1883 – Aleksey Tolstoy, tác gia người Nga, tức 29 tháng 12 năm 1882 (m. 1945)
- 1908 – Bernard Lee, diễn viên người Anh (m. 1981)
- 1913 – Gustáv Husák, chính trị gia người Slovak, chủ tịch nước Tiệp Khắc (m. 1991)
- 1916 – Sune Bergström, nhà hóa sinh người Thụy Điển, đoạt giải Nobel (m. 2004)
- 1922 – Michel Henry, triết gia, tiểu thuyết gia người Pháp (m. 2002)
- 1936 – Robert Woodrow Wilson, nhà vật lý học, nhà thiên văn học người Mỹ
- 1938 – Donald Knuth, nhà khoa học máy tính và tác gia người Mỹ
- 1939 – Chu Tuấn Nhạ, chính trị gia người Việt Nam
- 1945 – Rod Stewart, ca sĩ người Anh Quốc
- 1955 – Michael Schenker, nhạc công guitar người Đức
- 1957 – Lê Văn Thi, chính trị gia người Việt Nam
- 1959 – Nguyễn Trung Hiếu, chính trị gia người Việt Nam
- 1960 – Brian Cowen, chính trị gia người Ireland, thủ tướng của Ireland
- 1974 – Hrithik Roshan, diễn viên người Ấn Độ
- 1981 – David Aganzo, cầu thủ bóng đá người Tây Ban Nha
- 1984 – Marouane Chamakh, cầu thủ bóng đá người Maroc
- 1986 – 
  - Trần Kim, vận động viên cầu lông người Trung Quốc
  - Saleisha Stowers, người mẫu người Mỹ
- 1989 – Heo Solji (EXID), ca sĩ người Hàn Quốc
- 1990 - 
  - Nguyễn Đình Thừa - Tác giả 365 ngày kỉ niệm.
  - Phan Mạnh Quỳnh, ca sĩ, nhạc sĩ người Việt Nam
- 1992 – Emmanuel Frimpong, cầu thủ bóng đá người Ghana

## Mất
- 314 – Giáo hoàng Miltiadê (Latinh: Miltiades hay Malchiadus)
- 681 – Giáo hoàng Agathô (Tiếng Latinh: Agatho)
- 1276 – Giáo hoàng Grêgôriô X (Latinh: Gregorius X) (s. 1210)
- 1510 – Lê Uy Mục, hoàng đế triều Lê (s. 1488)
- 1778 – Carl von Linné, nhà thực vật học người Thụy Điển (s. 1707)
- 1833 – Adrien-Marie Legendre, nhà toán học người Pháp (s. 1752)
- 1862 – Samuel Colt, doanh nhân người Mỹ (s. 1814)
- 1918 – Đội Cấn, thủ lĩnh nổi dậy người Việt (s. 1881)
- 1922 – Ōkuma Shigenobu, chính trị gia người Nhật, thủ tướng Nhật Bản (s. 1838)
- 1926 – Eino Leino, nhà thơ Phần Lan (s. 1878).[2]
- 1949 – Khâu Thanh Tuyền, tướng lĩnh Trung Quốc (s. 1902)
- 1951 – Sinclair Lewis, nhà văn Hoa Kỳ (s. 1885)
- 1957 – Gabriela Mistral, thi sĩ và nhà giáo dục người Chile, đoạt giải Nobel (s. 1889)
- 1971 – Coco Chanel, nhà thiết kế thời trang người Pháp, thành lập Chanel (s. 1883)
- 1984 – Souvanna Phouma, chính trị gia người Lào, thủ tướng Lào (s. 1901)
- 1986 – Jaroslav Seifert, nhà báo và nhà thơ người Tiệp Khắc (s. 1901)
- 1997 – Alexander R. Todd, Nam tước Todd, nhà hóa học người Anh, đoạt giải Nobel (s. 1907)
- 2012 – Gevork Vartanian, điệp viên Liên Xô (s. 1924)
- 2014 – Vugar Gashimov, kỳ thủ cờ vua Azerbaijan (s. 1986)

## Ngày lễ và kỷ niệm
- Ngày truyền thống của công nhân ngành in Việt Nam.
- Ngày lên sóng của bản tin 360 độ thể thao.